# Perdita wheeleri
Perdita wheeleri là một loài Hymenoptera trong họ Andrenidae. Loài này được Timberlake mô tả khoa học năm 1928.